# Стабилизаторы переменного напряжения

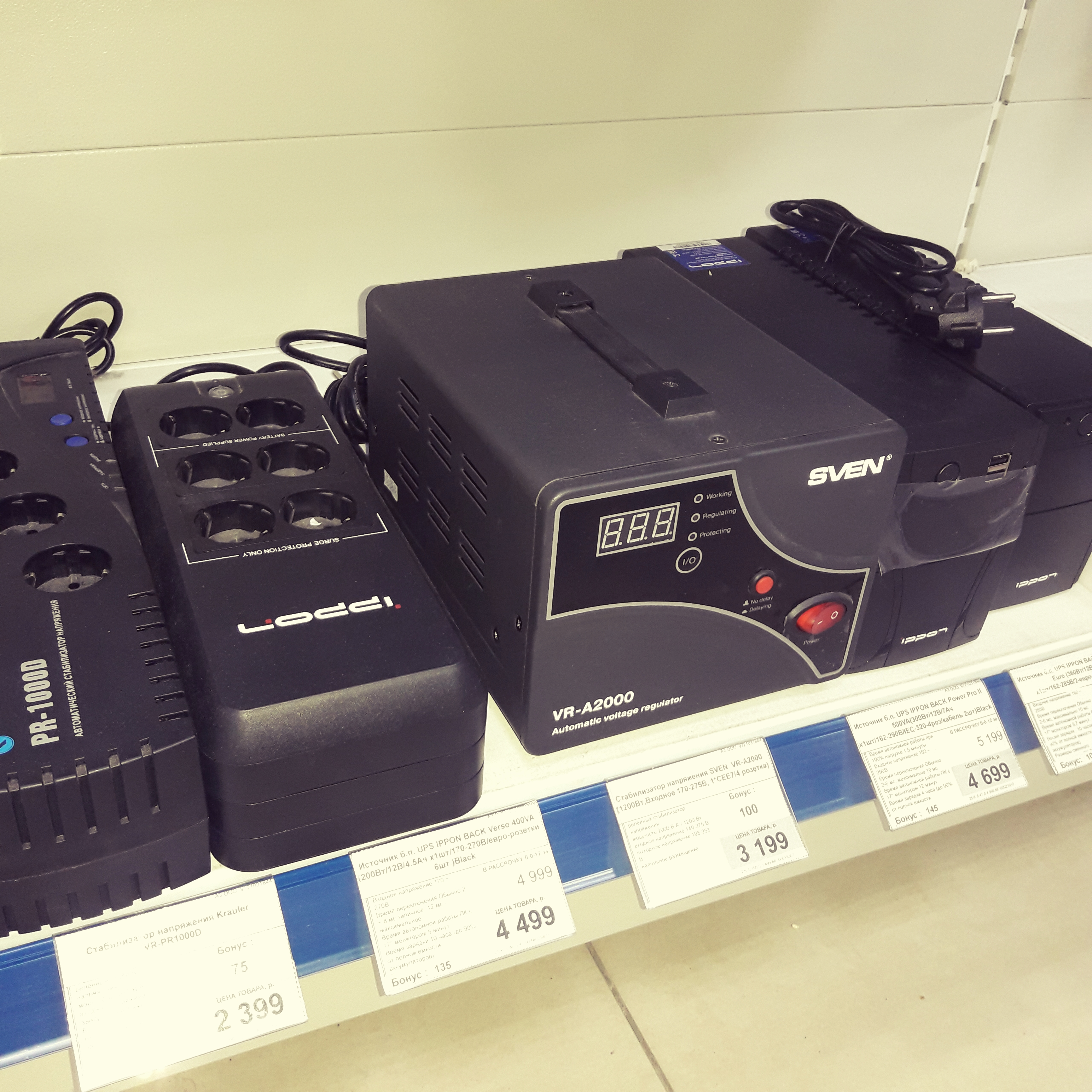
Стабилизаторы напряжения в магазине, Россия

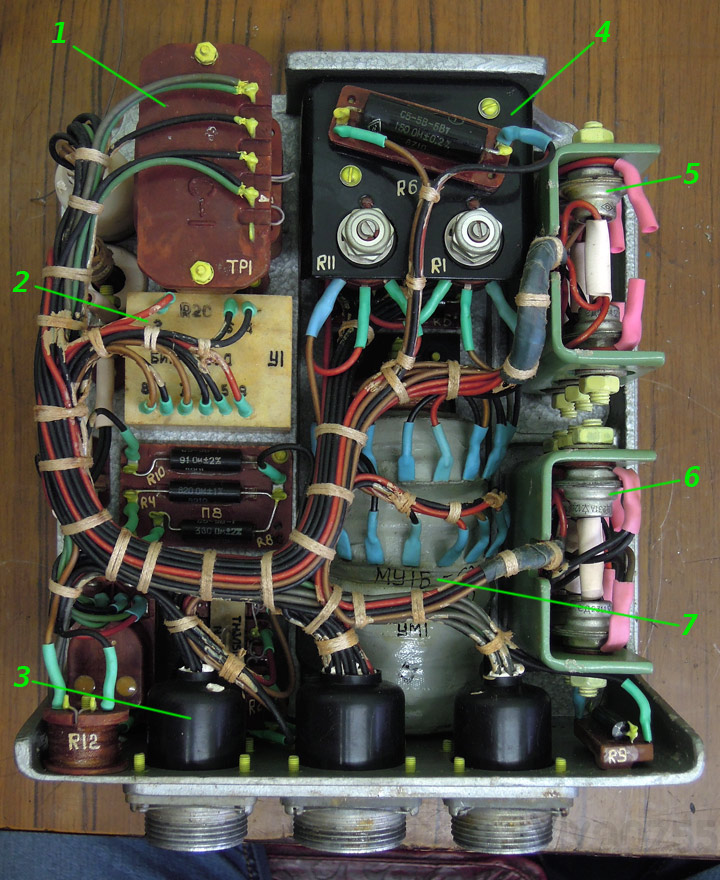
Стабилизатор напряжения для самолета с магнитным усилителем

Стабилизатор переменного напряжения (англ. Voltage regulator) — устройство, на выходе которого обеспечивается стабильное переменное напряжение той же частоты, что и питающее напряжение.:6
Стабилизированный источник переменного напряжения (англ. Power conditioner) — устройство, на выходе которого обеспечивается переменное стабильное напряжение с частотой, не зависящей от частоты питающего напряжения.:6
Кроме стабилизаторов, на выходе которых напряжение соответствует номинальному напряжению на входе, существуют варианты конструкций со стабилизированным переменным напряжением на выходе, отличающимся от напряжения на входе.:30
Существует ряд продолжительных изменений характеристик напряжения электропитания в точке передачи электрической энергии пользователю электрической сети: отклонение частоты; медленные изменения напряжения; колебания напряжения; фликер. Даже при использовании в качестве источников питания мощных энергосистем напряжение сети подвержено медленным и кратковременным колебаниям. Медленные колебания вызваны постепенным подключением или отключением потребителей и повторяются каждые сутки. Кратковременные колебания связаны с переходными процессами при коммутации потребителей.:5

## Стабилизаторы (трансформаторы)
Трансформатор со стабилизированным вторичным напряжением — трансформатор, предназначенный для ограничения влияния колебаний первичного напряжения.:п. 3.101

### Феррорезонансные
Феррорезонансный стабилизатор напряжения является статическим аппаратом, в котором явление феррорезонанса токов используется для преобразования нестабильного сетевого напряжения в напряжение, эффективная величина которого практически постоянна. Может применяться в автоматических установках, для питания бытовой электроники (к примеру, в СССР массово выпускались феррорезонансные стабилизаторы "Олень", "Олень-2", ТСН-17, " Вега", предполагалось их использовать для питания телевизоров), для преобразования однофазной системы напряжений в симметричную трехфазную.
Одним из важнейших свойств феррорезонансных стабилизаторов является практически безынерционное действие. Изменения входного напряжения в пределах рабочего диапазона приводят только к изменениям формы кривой напряжения на выходе: действующее (или среднее за полупериод) значение последнего остается практически неизменным. Возможно их применение для устройств, чувствительных к резким кратковременным (на протяжении нескольких полупериодов) изменениям питающего напряжения. Недостатками являются: зависимость стабилизированного напряжения от частоты источника питания, несинусоидальность формы кривой выходного напряжения, чувствительность к виду нагрузки, большой вес на единицу выходной мощности.
Физические процессы в таких стабилизаторах можно сравнить с качелями. Раскачанные до определенной силы качели сложно остановить или резко заставить качаться быстрее. Катаясь на качелях, не обязательно отталкиваться каждый раз — энергия колебания делает процесс инерционным. Увеличить или уменьшить частоту колебаний тоже сложно — качели имеют свой резонанс. В феррорезонансных стабилизаторах происходят электромагнитные колебания в колебательном контуре ёмкости и индуктивности.
Данный вид стабилизаторов может применяться в комплексе с механизмами, вносящими сильные помехи в электросеть.

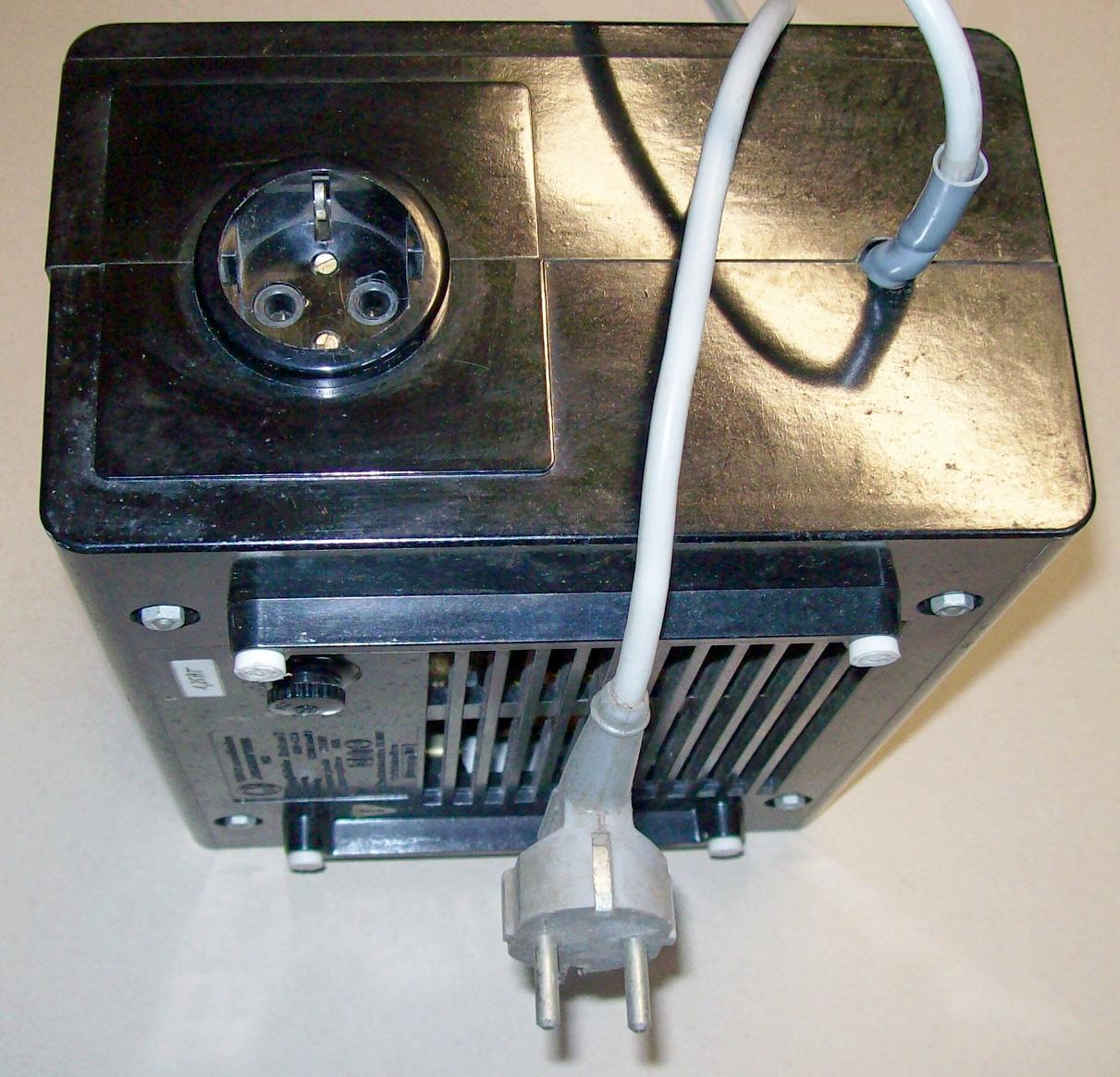
Стабилизатор производства ГДР

Во времена СССР получили широкое распространение бытовые феррорезонансные стабилизаторы напряжения. Обычно через них подключали телевизоры. В телевизорах первых поколений применялись сетевые блоки питания с линейными стабилизаторами напряжения (а некоторые цепи и вовсе питались нестабилизированным напряжением), которые не всегда справлялись с колебаниями напряжения сети, особенно в сельской местности, что требовало предварительной стабилизации напряжения. С появлением телевизоров 4УПИЦТ и УСЦТ, имевших импульсные блоки питания, необходимость в дополнительной стабилизации напряжения сети отпала.
Феррорезонансный стабилизатор состоит из двух дросселей: с ненасыщаемым сердечником (имеющим магнитный зазор) и насыщенным, а также конденсатора. Особенность ВАХ насыщенного дросселя в том, что напряжение на нём мало изменяется при изменении тока через него. Подбором параметров дросселей и конденсаторов можно обеспечить стабилизацию напряжения при изменении входного напряжения в достаточно широких пределах, но незначительное отклонение частоты питающей сети очень сильно влияло на характеристики стабилизатора.
Из-за своей простоты устройства популярны в быту для стабилизации напряжения отдельных устройств: холодильников, телевизоров и т. д.

### Ферромагнитный
Ферромагнитный стабилизатор напряжения является электромагнитным аппаратом, основанным на использовании процессов насыщения железных сердечников. Используется для преобразования нестабильного сетевого напряжения в напряжение, средняя величина которого практически постоянна. Разделяются на стабилизаторы параметрического типа и компенсационного типа с подмагничиваемыми исполнительными органами.

### Автотрансформаторы
Регулировка напряжения в электромеханических (электродинамических) стабилизаторах осуществляется вручную или автоматически путём перемещения токосъёмного узла по обмотке трансформатора, что обеспечивает плавное изменение коэффициента его трансформации до достижения заданной величины выходного напряжения.
Это единственный тип стабилизаторов, обеспечивающий плавную регулировку напряжения, не внося при этом искажений в форму синусоиды. Стабилизаторы этого типа обладают достаточно высокой точностью удержания выходного напряжения (2..3 %) и обеспечивают наиболее комфортный режим питания бытовой техники. Они успешно используются как в быту, так и на производствах.
Однако существует несколько ограничений области их применения: первое — невозможность работы при отрицательных температурах (в силу наличия открытых токоведущих поверхностей и опасности короткого замыкания из-за выпадения конденсата). Кроме этого, электромеханические стабилизаторы обладают сравнительно узким диапазоном входных напряжений (как правило, 150—260 Вольт) и невысокой скоростью регулировки, ограниченной скоростью перемещения сервоприводом токосъёмного узла.
В качестве токосъёмного элемента используются графитовые щётки или ролики с графитовым напылением. Роликовый токосъёмный узел менее капризен по отношению к запылению, однако требует проведения профилактических работ, направленных на предотвращение заклинивания, поэтому такая конструкция используется, как правило, в промышленных стабилизаторах, а щёточный узел устанавливается в бытовых моделях. Скорость износа токосъёмных элементов обоих типов примерно одинакова и, в зависимости от интенсивности использования, через 7—11 лет требуется его замена.
Электронные ступенчатые стабилизаторы регулируют напряжение, переключая обмотки специального трансформатора посредством электронных ключей. Ключи управляются процессором по специальной программе. В настоящее время существует два типа электронных стабилизаторов напряжения: с полупроводниковыми и релейными ключами. Последние было бы правильнее отнести к электронно-механическим, так как реле является электромеханическим элементом. Стабилизаторы имеют большое быстродействие, поэтому применяются в комплексе с дорогостоящим оборудованием, требующим защиты от всех аномалий сети. Их также используют в жилых домах и на производствах. К преимуществам электронных стабилизаторов напряжения можно отнести их возможность работы при отрицательных температурах окружающей среды.

### Вольтдобавочные трансформаторы
Вольтодобавочный трансформатор — трансформатор питания малой мощности, вторичная обмотка которого включается последовательно в цепь, в которой он изменяет напряжение.

## Стабилизированные источники

### Инверторный
Стабилизаторы напряжения инверторного типа преобразуют переменное напряжение в постоянное и накапливают энергию, заряжая промежуточные ёмкости.
Далее с помощью электронного генератора преобразуют постоянное напряжение опять в переменное, но уже с устойчивыми характеристиками.
Данные устройства успешно применяют для обеспечения работы медицинского и спортивного оборудования.

### Электромашинные
Этот стабилизатор работает по принципу преобразования электроэнергии в кинетическую электродвигателем и далее преобразования её обратно в электрическую с помощью генератора. Накопление кинетической энергии и стабилизация выходного напряжения при провалах питающего напряжения производится маховиком, жестко связанным с роторами двигателя и генератора.
Такие стабилизаторы обычно применяются для стабилизации напряжения в трехфазных системах напряжения.
Даже при сильных скачках и провалах напряжения питающей сети скорость вращения маховика остается почти неизменна, поэтому практически неизменно выходное напряжение генератора.
Импульсные всплески гасятся за счет большой инерции маховика. Скорость же вращения маховика зависит не от величины входного напряжения, а от фазной частоты.
Данные системы широко использовались для питания БЭВМ. В настоящее время используются редко. В основном на объектах стратегического значения.

### Силовая электроника
Электронные стабилизаторы непрерывного действия регулируют напряжение, изменяя либо сопротивление регулирующего элемента, как правило — транзистора, либо включая и выключая регулирующий элемент с высокой частотой (десятки килогерц), и управляя временем включенного и выключенного состояния регулирующего элемента (чаще всего IGBT-транзистор). Такой метод регулирования называется ШИМ (широтно-импульсная модуляция).
Стабилизаторы, использующие высокочастотную ШИМ, на данный момент являются наиболее совершенной реализацией стабилизатора переменного напряжения, и при правильном исполнении ближе всего к понятию «идеальный стабилизатор». В отличие от стабилизаторов инверторного типа, в них не происходит предварительного преобразования переменного напряжения в постоянное, а преобразованию подвергается непосредственно входное переменное напряжение, что обеспечивает им высокий КПД и приемлемую стоимость.